# (32558) 2001 QV30
2001 QV30 (asteroide 32558) é um asteroide da cintura principal. Possui uma excentricidade de 0.04109780 e uma inclinação de 22.22692º.
Este asteroide foi descoberto no dia 16 de agosto de 2001 por LINEAR em Socorro.